# NRJ Music Award de la chanson francophone de l'année
Le prix de la Chanson francophone de l'année est une récompense musicale décernée lors des NRJ Music Awards.

## Palmarès
| Année                | Artiste                                 |
| -------------------- | --------------------------------------- |
| 2000                 | Zebda - Tomber la chemise               |
| 2001                 | Roméo & Juliette - Les Rois du monde    |
| 2002                 | Axel Bauer & Zazie - À ma place         |
| 2003                 | Renaud & Axelle Red - Manhattan-Kaboul  |
| 2004                 | Kyo - Le Chemin                         |
| 2005                 | K-Maro - Femme Like U                   |
| 2006                 | M. Pokora - Elle me contrôle            |
| 2007                 | Diam's - La Boulette                    |
| 2008                 | Christophe Maé - On s'attache           |
| 2009                 | Christophe Maé - Belle demoiselle       |
| 2010                 | Mozart, l'opéra rock - L'Assasymphonie  |
| 2011                 | M. Pokora - Juste une photo de toi      |
| 2012                 | M. Pokora - À nos actes manqués         |
| 2013                 | Sexion d'Assaut - Avant qu'elle parte   |
| 2013 (15th Edition)  | Stromae - Formidable                    |
| 2014                 | Kendji Girac - Color Gitano             |
| 2015                 | Kendji Girac - Conmigo                  |
| 2016                 | Amir - J'ai cherché                     |
| 2017                 | Amir - On dirait                        |
| 2018 (20th Edition)  | Kendji Girac - Pour Oublier             |
| 2019                 | Angèle feat. Roméo Elvis - Tout oublier |
| 2020 (Paris Edition) | Vitaa & Slimane - Avant toi             |
| 2021                 | Kendji Girac - Évidemment               |
| 2022                 | M. Pokora - Qui on est                  |
| 2023                 | Louane - Secret                         |
| 2024                 | Pierre Garnier - Ceux qu'on était       |